# Stadio Re Pietro I
Lo Stadio Re Pietro I (in serbo Стадион Краљ Петар Први?, Stadion Kralj Petar Prvi) è uno stadio di calcio di Belgrado che ospita le partite del FK Rad. Si trova nel quartiere di Banjica, in Crnotravska bb, a poca distanza dagli stadi del FK Voždovac e della  Stella Rossa. È intitolato a Pietro I di Serbia.
Come molti altri impianti sportivi della ex Jugoslavia, anche questo stadio ha un ristorante al suo interno.

## Storia
Nel 1970, con la promozione del FK Rad in Treća Liga, la terza serie nazionale, sorse il problema della costruzione di un nuovo stadio per il club. Fino a quel momento, infatti, il vecchio campo sportivo che aveva accompagnato la squadra dalla sua nascita, seppur con i dovuti accorgimenti, i più importanti dei quali realizzati dal più famoso esperto di campi sportivi del tempo, Srđan Mrkušić, era stato più che sufficiente. 
I lavori iniziarono nel 1973, quando il Comune concesse in uso la vecchia tribuna situata nel quartiere di Banjica, la stessa usata dai re prima e dal Maresciallo Tito poi, in occasione delle parate militari. La compensazione, tra le altre cose, vide la costruzione del velodromo lungo il Bulevar JNA che, fino a quel momento, alla città mancava. Durante i lavori per la messa in opera della copertura in legno, ci fu la tragedia nella quale persero la vita due operai della GP Rad. 
L'impianto era dotato di una pista d'atletica, moderni spogliatoi e un ristorante da 450 m², i tre lati scoperti erano riparati dal vento da alberi, vegetazione varia ed aveva una capienza totale di circa 3.500 spettatori. Lo stadio venne ufficialmente inaugurato in occasione dell'incontro di campionato vinto dal Rad per 2-0 contro il  FK Bregalnica Štip, il 13 agosto 1977, con la prima rete segnata al minuto 19 da Dragan Kokotović. Finalmente, dopo aver disputato le sue partite interne negli stadi del Partizan e del Galenika, il Rad poteva ospitare i suoi avversari in quella che era la sua casa. 
Nel corso degli anni, lo stadio ha visto aumentare la sua capienza fino a 6.000 posti, con la costruzione di tribune scoperte sui lati nord e sud, dietro le due porte, ma con il passare del tempo, a seguito delle pessime condizioni di manutenzione, la capienza è stata ridotta agli attuali 3.919 posti, tutti a sedere.
La pista d'atletica è stata rimossa, come gli alberi disposti sui lati, presentando lo stadio nella situazione odierna.